# Croacia en los Juegos Paralímpicos de Londres 2012
Croacia estuvo representada en los Juegos Paralímpicos de Londres 2012 por un total de 25 deportistas, 18 hombres y siete mujeres.

## Medallistas
El equipo paralímpico croata obtuvo las siguientes medallas:
| Nombre           | Deporte   | Evento                          |
| ---------------- | --------- | ------------------------------- |
| Oro              |           |                                 |
| —                |           |                                 |
| Plata            |           |                                 |
| Zoran Talić      | Atletismo | Salto de longitud F20 masculino |
| Darko Kralj      | Atletismo | Peso F42/44 masculino           |
| Bronce           |           |                                 |
| Mikela Ristoski  | Atletismo | Salto de longitud F20 femenino  |
| Branimir Budetić | Atletismo | Jabalina F12/13 masculino       |
| Mihovil Španja   | Natación  | 100 m espalda S7 masculino      |